# Lilla Rödsjön, Östergötland
Lilla Rödsjön är en sjö i Boxholms kommun i Östergötland och ingår i Motala ströms huvudavrinningsområde.